# Miamimyiops mattoensis
Miamimyiops mattoensis là một loài ruồi trong họ Tachinidae.